# القومية البلوشية
القومية البلوشية هي أيديولوجية تؤكد أن الشعب البلوشي، وهي مجموعة عرقية إيرانية موطنها إيران وباكستان وأفغانستان، تشكل أمة متميزة. تعود أصول القومية البلوشية الحديثة إلى جانب التمرد في بلوشستان الذي شارك فيه العديد من المنظمات المسلحة، إلى فترة تقسيم الهند البريطانية واستقلال باكستان لاحقًا، عندما تم انضمام كلات الولاية الأميرية بلوشية، قسرا إلى باكستان.

## القومية البلوشية الحديثة
القومية البلوشية في شكلها الحديث بدأت في شكل جمعية إتحاد البلوشان (Anjuman-e-Ittehad-e-Balochan) المقرّة في مستونغ عام 1929، بقيادة يوسف عزيز مگسي، عبد العزيز كرد، وآخرين. في نوفمبر 1929، نشر يوسف عزيز مگسي مقالًا يحدد أهداف الجمعية، وهي:
1. توحيد واستقلال بلوشستان
2. نظام ديمقراطي اشتراكي يستند إلى العالمية الإسلامية
3. إلغاء نظام السرداري والجرگة
4. توفير التعليم الحر والإلزامي للبلوش، والمساواة للنساء البلوش
1. تعزيز الثقافة البلوشية.[3][2]